# Komorno
Komorno (dodatkowa nazwa w j. niem. Komorno, w latach 1936-45 Altenwall) – wieś w Polsce położona w województwie opolskim, w powiecie kędzierzyńsko-kozielskim, w gminie Reńska Wieś.
W latach 1975–1998 miejscowość administracyjnie należała do ówczesnego województwa opolskiego.
Przez Komorno przebiega droga krajowa 45.

## Zabytki

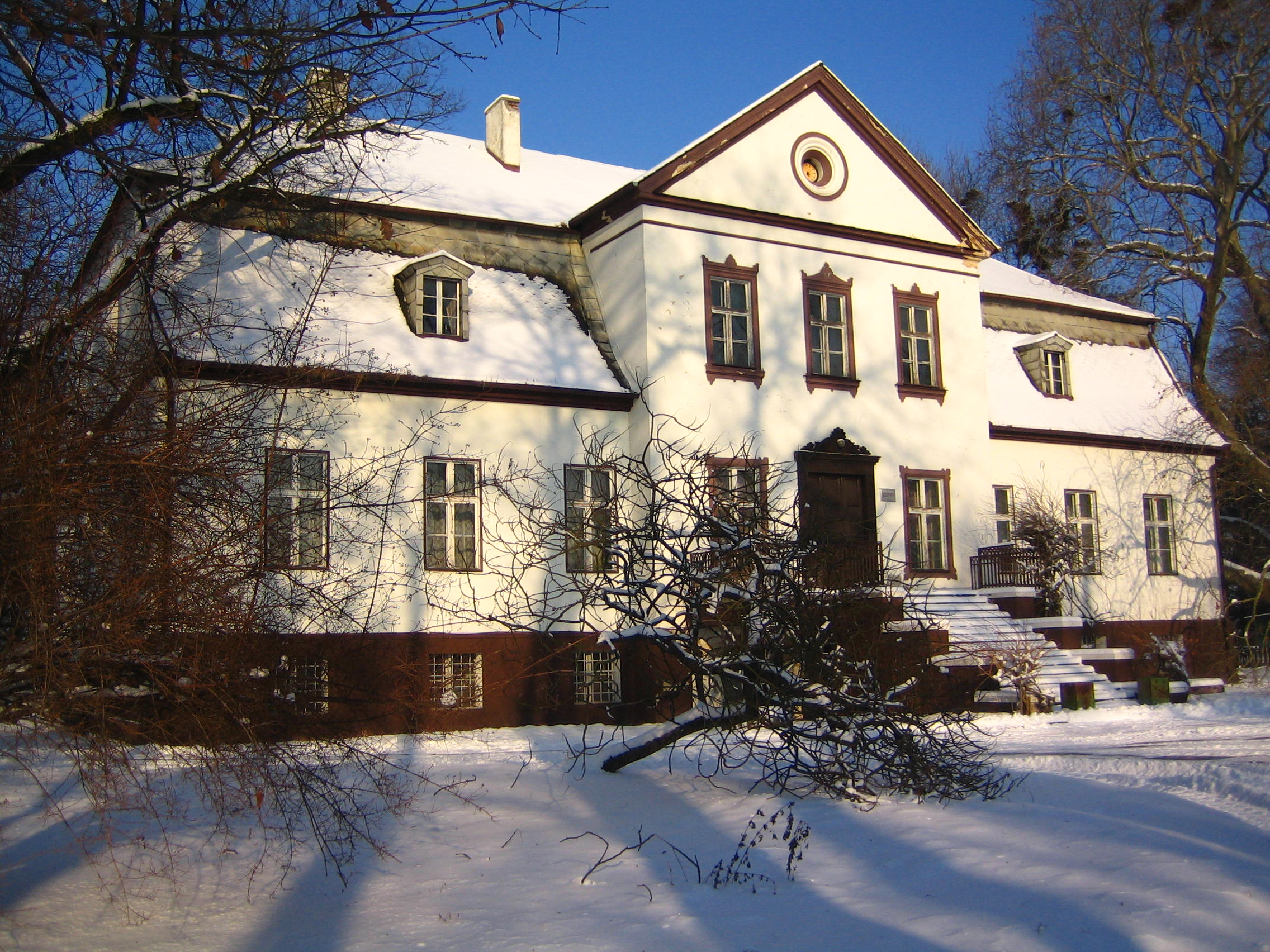
Dworek w Komornie zimą

Do wojewódzkiego rejestru zabytków wpisany jest:
- zespół dworski:
  - dwór, z końca XVIII/XIX w.
  - park, z 1858 r.

## Historia
Od pocz. XIX w. do 1933 r. używano pieczęci gminnej, na której przedstawiono piętrowy budynek.